# Özcan Ajrulovski
Özcan Ajrulovski (født 1987) er en dansk digter og samfundsdebattør. Han er bl.a. forfatter til digtsamlingen "Jeg vågner op som fremmed" fra 2017 og medforfatter til sangen "Ramadan i København", der blev skrevet i 2019 som bidrag til en ny udgave af Højskolesangbogen og vakte stor debat på grund af sit dansk-muslimske tema.

## Baggrund
Ajrulovski er født i 1987 og opvokset i Københavns Nordvestkvarter som efterkommer af gæstearbejdere med makedonsk-tyrkisk baggrund fra Makedonien i det daværende Jugoslavien. Hans bedstefar tilhørte det tyrkiske mindretal i Makedonien, men indvandrede til Danmark i 1960'erne i den periode, hvor de danske virksomheder efterspurgte arbejdskraft udefra. Han har en bachelor-uddannelse indenfor digital konceptudvikling og kommunikation.
Interessen for selv at skrive startede, da han lyttede meget til hiphop i teenageårene, især til rappere som Tupac Shakur og Nas. Deres stil med at kombinere ordspil og samfundsrelevante tekster inspirerede ham til selv at prøve at skrive sine egne tekster. Efter nogle års forsøg med raptekster valgte han at skifte over til at skrive poesi i stedet for. Sideløbende med poesien begyndte han at skrive debatindlæg i den danske integrationsdebat, hvor han mente, at der manglede indvandrer- og efterkommerstemmer.

## Digtsamlingen "Jeg vågner op som en fremmed"
I 2017 blev hans første digtsamling "Jeg vågner op som en fremmed" udgivet på forlaget Copenhagen Storytellers. Digtsamlingen opnåede blandt andet omtale hos Berlingske, B.T.,, Radio24syv og i programmet "Geetisk Råd" på Danmarks Radio. Bogen handler om at blive betragtet som fremmed i det land, man anser som sit hjemland. Ajrulovski har forklaret det problematiske i, at han som efterkommer af indvandrere og praktiserende dansk muslim til stadighed skal bevise sit medlemskab af det, han kalder for den danske stamme: "De ting, der kommer op i debatten om danskhed, er ofte overfladiske symboler. Det er typisk dansk, at man fester, spiser svinekød og drikker alkohol. Men det er jo ikke ting, man skal gøre for at være dansker. De to bliver altid forvekslet med hinanden. Danskhed er for mig en følelse. Alle har deres egen definition af, hvad danskhed er, og ingen har det endegyldige svar. Det findes jo ikke. Når folk sidder inde i Deadline og taler om danskhed, orker jeg ikke længere at høre efter." Ifølge Ajrulovski har følelsen af fremmedhed fungeret som en negativ drivkraft, idet det har været den dårlige undskyldning for nogle af hans bekendte fra barndommens Nordvestkvarter, der har ført dem ind i bandemiljøer eller radikaliserede miljøer.
Den radikale politiker Jens Rohde har brugt titeldigtet "Jeg vågner op som fremmed" i sin bog "Tro, håb og ungdomsoprør". Digte fra bogen bliver brugt som undervisningsmateriale på gymnasier og folkeskoler, og der har tidligere været en særudstilling med Ajrulovskis digte på Immigrantmuseet i 2018.
Digtet "Jeg vågner op som fremmed" blev også diskuteret hos "Rushys Roulette", som var et radio program hos 24syv, hvor blandt andet den daværende integrationsminister Mathias Tesfaye gav sit syn på digtet.

## Højskolesangen "Ramadan i København"
Özcan Ajrulovski er også medforfatter til den meget debatterede højskolesang Ramadan i København, som han skrev i 2019 sammen med Isam B, Anders Greis og Nana Jacobi, og som blev optaget i Højskolesangbogens 19. udgave, der udkom året efter. Baggrunden for sangen var, at Højskolesangbogsudvalget i 2019 inviterede de fire sammen med en række andre unge sangskrivere og tekstforfattere til at skrive en række nye sange, der kunne indgå i den kommende reviderede udgave af bogen for at forny den med sange, der kunne afspejle nutidige samfundsforhold og udfordringer. De fire skrev så sangen, der har fem vers, der beskriver de fem tidspunkter, en københavnsk muslim skal knæle og bede i retning af Mekka i løbet af ramadanmåneden. Sangen skabte en del debat, idet bl.a. flere danske politikere fandt det kontroversielt at indføre en sang med et muslimsk udgangspunkt i Højskolesangbogen. Sangbogudvalgets formand Jørgen Carlsen mente, at sangen havde et godt potentiale, idet den "...beskriver på en meget poetisk måde et skue, man kan iagttage nogle steder blandet andet på Nørrebro, hvor folk er tidligt oppe, fordi de skal sørge for at spise og drikke, inden solen står op." Bachiri, Jacobi, Greis og Ajrulovski tog bl.a. til genmæle i en kronik i Politiken, hvor de forklarede, hvordan sangen var blevet til, og deres tanker i processen undervejs. Musikken til sangen havde således hentet inspiration i andre melodier i den gamle danske sangskat, ikke mindst sangen "Sig månen langsomt hæver". Efter kronikørernes mening handlede højskolekulturen og dens sangbog om oplysning, frisind, kulturåbenhed, inklusion, ligestilling og ligeværd, som samtidig var "nogle af de kvaliteter ved 'danskheden', som gør os mest stolte og varme om hjertet". De sluttede af med at henvise til sangen "Danskerne findes i mange modeller" af Ebbe Kløvedal Reich med musik af Erling Lindgren i den eksisterende udgave af højskolesangbogen.

## Digtsamlingen "Superhelt"
SUPERHELT er en poetisk roman, der udforsker relationen mellem fædre og sønner i en moderne kontekst. Digtsamlingen kredser om temaer som maskulinitet, forældreskab og identitet og stiller spørgsmålstegn ved, hvad det vil sige at være en god far – især når man selv er vokset op uden en faderfigur. SUPERHELT blev udgivet i 2022 og har fået ros for sin lyriske stil og dybdegående skildring af kulturelle og personlige dilemmaer. Bogen bidrager til den aktuelle debat om kønsroller og rollemodeller i det danske samfund og bliver aktivt brugt i pensum på flere danske folkeskoler og gymnasier. 

## Debattør
Ajrulovski har bl.a. skrevet en lang række debatindlæg i landets større dagblade, typisk om integrationsspørgsmål, og været fast klummeskriver i Metroxpress og The Copenhagen Post.